# 世界スカウト機構
世界スカウト機構（せかいスカウトきこう、英: World Organization of the Scout Movement、略称: WOSM）は、スカウト運動を統括する世界最大の青少年団体。
「世界スカウト会議」（総会）、「世界スカウト委員会」（理事会）、「世界スカウト事務局」の3つの主要機関からなる。

## 概要
2023年現在、世界スカウト機構には、174ヵ国が加盟しており、4300万人以上の少年少女が加盟員として存在する。

## 世界スカウト会議
世界スカウト会議 (World Scout Conference)は、世界スカウト機構の運営主体であり、3年に1度世界各国で開催される（1990年までは2年に1度開催されていた）。現在は世界スカウトユースフォーラム (World Scout Youth Forum)も同年に同国で開催されることとなっている。すべての加盟連盟の代表者によって構成され、各連盟から6人の代表が出席する。
| 年     | 回 | 開催地                     | 開催国             | 参加国数   |
| ------ | -- | -------------------------- | ------------------ | ---------- |
| 1920年 | 1  | ロンドン                   | イギリス           | 33         |
| 1922年 | 2  | パリ                       | フランス           | 32         |
| 1924年 | 3  | コペンハーゲン             | デンマーク         | 34         |
| 1926年 | 4  | カンデルシュテーク         | スイス             | 29         |
| 1929年 | 5  | バーケンヘッド             | イギリス           | 33         |
| 1931年 | 6  | バーデン・バイ・ウィーン   | オーストリア       | 44         |
| 1933年 | 7  | ゲデレー                   | ハンガリー         | 31         |
| 1935年 | 8  | ストックホルム             | スウェーデン       | 28         |
| 1937年 | 9  | ハーグ                     | オランダ           | 34         |
| 1939年 | 10 | エディンバラ               | イギリス           | 27         |
| 1947年 | 11 | ロズニー・シュル・セーヌ城 | フランス           | 27         |
| 1949年 | 12 | Elvesaeter                 | ノルウェー         | 25         |
| 1951年 | 13 | ザルツブルク               | オーストリア       | 34         |
| 1953年 | 14 | ファドゥーツ               | リヒテンシュタイン | 35         |
| 1955年 | 15 | ナイアガラフォールズ       | カナダ             | 44         |
| 1957年 | 16 | ケンブリッジ               | イギリス           | 52         |
| 1959年 | 17 | ニューデリー               | インド             | 35         |
| 1961年 | 18 | リスボン                   | ポルトガル         | 50         |
| 1963年 | 19 | ロドス                     | ギリシャ           | 52         |
| 1965年 | 20 | メキシコシティ             | メキシコ           | 59         |
| 1967年 | 21 | シアトル                   | アメリカ           | 70         |
| 1969年 | 22 | オタニエミ                 | フィンランド       | 64         |
| 1971年 | 23 | 東京                       | 日本               | 71         |
| 1973年 | 24 | ナイロビ                   | ケニア             | 77         |
| 1975年 | 25 | Lundtoft                   | デンマーク         | 87         |
| 1977年 | 26 | モントリオール             | カナダ             | 81         |
| 1979年 | 27 | バーミンガム               | イギリス           | 81         |
| 1981年 | 28 | ダカール                   | セネガル           | 74         |
| 1983年 | 29 | ディアボーン               | アメリカ           | 90         |
| 1985年 | 30 | ミュンヘン                 | 西ドイツ           | 93         |
| 1988年 | 31 | メルボルン                 | オーストラリア     | 77         |
| 1990年 | 32 | パリ                       | フランス           | 100        |
| 1993年 | 33 | サッタヒープ               | タイ               | 99         |
| 1996年 | 34 | オスロ                     | ノルウェー         | 108        |
| 1999年 | 35 | ダーバン                   | 南アフリカ         | 116        |
| 2002年 | 36 | テッサロニキ               | ギリシャ           | 126        |
| 2005年 | 37 | ハンマメット               | チュニジア         | 122        |
| 2008年 | 38 | 済州島                     | 韓国               | 150        |
| 2011年 | 39 | クリチバ                   | ブラジル           | 138        |
| 2014年 | 40 | リュブリャーナ             | スロベニア         | 143        |
| 2017年 | 41 | バクー                     | アゼルバイジャン   | 169        |
| 2020年 | 42 | シャルム・エル・シェイク   | エジプト           | 延期       |
| 2021年 | 43 | シャルム・エル・シェイク   | エジプト           | オンライン |

## 世界スカウト委員会
世界スカウト委員会(World Scout committee)は、世界スカウト会議で採択された決議を執行する機関である。世界スカウト会議が開催されない年に2回ずつジュネーブで委員会が開かれる。委員会は世界スカウト機構事務総長、財務担当者および世界会議で選挙された12カ国の代表者の14名で構成される。彼らは自国の代表としてではなくスカウティング全体の利益に奉仕する。

## 世界スカウト事務局
世界スカウト事務局(World Scout Bureau)は、世界スカウト機構の実務機関である。1920年に英国ロンドンに設置され、その後1959年にカナダのオタワに移転。1968年からはスイスのジュネーヴに置かれている。2013年8月、事務総長はマレーシアのクアラルンプールへの移転計画を発表した。

## 地域事務局

アジア・太平洋地域
アフリカ地域
インターアメリカ地域
中近東（アラブ）地域
ユーラシア地域
ヨーロッパ地域
スカウト活動が展開されていない地域

世界を6つの地域に分け、それぞれに地域事務局を置いている。
- アジア・太平洋地域 (Asia-Pacific Scout Region)：マニラ（フィリピン）
- アフリカ地域 (African Scout Region)：ナイロビ（ケニア）
- インターアメリカ地域 (Interamerican Scout Region)：パナマ市（パナマ）
- 中近東（アラブ）地域 (Arab Scout Region)：カイロ（エジプト）
- ユーラシア地域 (Eurasia Scout Region)：キエフ（ウクライナ）
- ヨーロッパ地域 (European Scout Region)：ジュネーヴ（スイス）